# Соловьёв, Анатолий Владимирович (спортсмен)
Анатолий Владимирович Соловьёв (21 сентября 1964, Ленинград) — российский футболист, защитник, игрок в мини-футбол.
Воспитанник ленинградского клуба «Светлана» (1974—1982). В первенстве КФК играл за северодвинскую команду «Строитель»/«Строитель-Рица» (1988—1992). В 1993 году во второй лиге за команду «Спартак-Арктикбанк» Архангельск сыграл 25 матчей, забил два гола. В 1994 году в третьей лиге провёл 10 матчей за «Химик» Коряжма. На любительском уровне играл за «Севмаш» Северодвинск (1999—2004), «Химик» Коряжма (2008), «Северодвинск-КТА» (2011/12).
В мини-футболе играл за клубы «Заря» Новгород (1992/93 — 1993/94, 1996/97), «Полесье» СПб (1994/95), «Крона» НН (1997/98), «Полигран»/«Полигран-Внуково» Москва (2000/01 — 2002/03).
Администратор северодвинских команд ЛФЛ «Беломорец» (2016), «Звёздочка» (2017).